# 岡田實麿
岡田 實麿（おかだ じつまろ、1878年2月1日 - 1943年8月18日）は、明治・大正期の英語教師。戦前の受験英語指導で小野圭次郎・山崎貞と並んで知られている。
父は備後銀行頭取などを務めた岡田胖十郎。妹には、田山花袋の小説『蒲団』に登場する横山芳子のモデルで小説家の岡田美知代や、北海道帝国大学教授や広島県庄原市長を務めた八谷正義の妻・八谷萬寿代がいる。

## 経歴
広島県甲奴郡上下町（現・府中市上下町）の豪商の家に生まれる。同志社普通学校、慶應義塾を卒業後、渡米しオベリン大学に留学。帰国後神戸高等商業学校（現・神戸大学）教授を経て、1907年に新渡戸稲造に請われて第一高等学校（現・東京大学）教授となる。英文解釈中心だった英語教育の趨勢に対し英作文など英語での表現を重視する指導法で当時の英語教育に新風を吹き込み、教科書の編纂にも携わると共に明治大学教授の山崎寿春が編集していた『受験英語』にも寄稿するなど受験生の指導にもあたった。
1924年に旧制一高を辞し明治大学予科教授に就任。大学の同僚となった山崎が1927年に駿台高等豫備學校を開校すると、同校にも出講し受験英語の指導に半生を捧げた。

## 著作
- 『英作文着眼点』(1922年、開文社)
- 『Okada’s Middle School English(1923年、開文社・検定教科書)
- 『八五〇基礎英語の応用（What is Basic English?）』(1932年、開文社)
- 『カールとアンナ映画物語（ベイシック英語邦文対訳）』(1933年、開文社)
- 『英文法着眼点』(1934年、泰文堂)
- 『誤用添削英作文の着眼点』(1935年、泰文堂)
- 『英文和訳の急所』(1950年、篠崎書林)
- 『和文英訳の急所』(1950年、篠崎書林)

## 註
1. ↑  前任者は夏目漱石。漱石はよく書斎から夏目はabsent(＝在宅していても会うことができない)だよと来客に大声で怒鳴っていたエピソードを引いて、言葉の意味をわかって使っていた良い例として講義の中で述べている。